# Desmanthus levii
Desmanthus levii är en svampdjursart som beskrevs av van Soest och L. Hajdu 2000. Desmanthus levii ingår i släktet Desmanthus och familjen Desmanthidae. Inga underarter finns listade i Catalogue of Life.